# Marie Anne van Herwerden

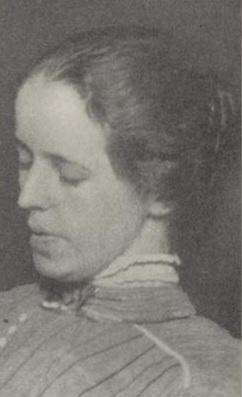
Marie Anne van Herwerden

 Marie Anne van Herwerden (* 16. Februar 1874 in Utrecht, Niederlande; † 26. Januar 1934 ebenda) war eine niederländische Medizinerin und Hochschullehrerin. Sie gehörte zu den ersten Frauen, die in den Niederlanden studieren durften, und erhielt als erste Frau eine akademische Position an der Universität Utrecht.

## Leben und Werk
Van Herwerden war eines von drei Kindern des Professors für Geschichte an der Universität Utrecht, Henrik van Herwerden, und Galathea Henriette van Deen (1836–1900). Ihre jüdische Mutter war die Tochter des Groninger Professors für Physiologie Izaak van Deen. Sie erhielt eine evangelisch-christliche Erziehung und wollte wie ihr Bruder Claudius Ärztin werden. Da ihre Eltern eine pädagogische Laufbahn vorsahen, studierte sie nach der Matura am Mädchengymnasium Französisch, Geschichte, Kunstgeschichte und Hygiene in Lausanne. Sie kehrte 1892 nach Utrecht zurück und begann ein Studium in Französisch. Die Gynäkologin Catharina van Tussenbroek riet ihr vom Medizinstudium ab, da sie sie für körperlich zu schwach und geistig zu empfindlich hielt. Mit zusätzlichem Mathematik- und Physikunterricht und Unterricht in alten Sprachen bei ihrem Vater schloss sie das Gymnasium in zwei Jahren ab. Sie begann 1897 ein Medizinstudium in Utrecht und bestand alle Universitätsprüfungen mit Auszeichnung. Sie promovierte am 30. November 1905 mit der Dissertation Bijdrage tot de kennis van menstrueelen cyclus en puerperium.
Danach erhielt sie Assistenzen in Rotterdam, Groningen und Wien und forschte für kurze Zeit in Neapel. 1908 begann sie als Assistentin bei Cornelis Adrianus Pekelharing, Professor für physiologische Chemie und Histologie in Utrecht. Sie wurde 1910 zur Privatdozentin für Zytologie ernannt und forschte im Bereich der Zellbiologie und allgemeinen Biologie. Sie baute eine Sammlung von Kleintieren, Insekten und Larven auf und untersuchte insbesondere die Reproduktion von Daphnia pulex. Sie löste Pekelharing in den letzten Jahren seiner Professur regelmäßig ab und war seine vorgesehene Nachfolgerin. Allerdings war der Widerstand der Utrechter Medizinischen Fakultät gegen die Berufung einer Frau zu groß, so dass 1918 J. Boeke ernannt wurde. Da Boeke nicht sofort verfügbar war, übernahm sie dessen Aufgaben als Assistentin von Pekelharings Nachfolger.
Mit Hilfe der Fürsprache von Pekelharing erhielt van Herwerden 1920 ein Stipendium des FC Dondersfonds für eine Studienreise in die Vereinigten Staaten, über die sie im Nederlandsch Tijdschrift voor Medicine (64 (1920) II, 74 ff) berichtete. Ihre Begegnungen mit dem Nobelpreisträger Alexis Carrel, den Genetikforschern Edmund Wilson und Thomas Hunt Morgan sowie dem Eugeniker Charles Davenport beeinflussten ihre folgenden Forschungen. Zurück in den Niederlanden beschäftigte sich Van Herwerden zunehmend mit Fragen der Vererbung und 1923 erhielt sie das Recht, sich „Lektorin“ zu nennen. Dieses sogenannte Titularlektorat wurde 1927 in ein ständiges Lektorat für allgemeine Zytologie umgewandelt.
Unter ihrer Leitung wurde 1925 eine Blutgruppenstudie gestartet, an der mehr als 30.000 Niederländer teilnahmen. Untersucht wurde das Verhältnis, in dem die Blutgruppen auftraten, und der Zusammenhang mit anderen Merkmalen, wie Schädelindex, Haar- und Augenfarbe und dem Auftreten von Krankheiten, wobei das Hauptergebnis dieser Studie war, dass kein solcher Zusammenhang bestand.

## Eugenik
Van Herwerden war in fast allen Organisationen aktiv, die auf dem Gebiet der Eugenik gegründet wurden oder existierten. Sie war Mitglied des Genetikausschusses der Vereeniging 'Het Nederlandsche Volk', Vorsitzende der Sektion Genetik und Eugenik des Niederländischen Nationalbüros für Anthropologie und Vorstandsmitglied der Vereinigung zur Förderung der medizinischen Forschung vor der Ehe. Als Vertreterin der Niederlande war sie Mitglied der International Federation of Eugenics Organiszations.
Van Herwerden und andere niederländische Eugeniker interessierten sich besonders für „psychische Hygiene“. Eugenische Maßnahmen sollten auf die Vorbeugung von „Geistesgebrechen“ abzielen. Van Herwerden betrachtete die Pflege „behinderter Menschen“ als soziale Pflicht, aber auch die Vorbeugung von Krankheiten und Anomalien durch biologische Einsicht. Sie lehnte die eugenische Abtreibung ab und hielt die Sterilisation für problematisch. Vor rassenhygienischen Vorstellungen schreckte sie wegen der auch politischen Konnotation von Überlegenheit und Rassenreinheit zurück. Die spätere Radikalisierung der Eugenikbewegung in eine rassenhygienische Richtung erlebte van Herwerden nicht.
Anfang der 1930er Jahre litt sie an einer Gallenblasenentzündung und setzte ihre Arbeit so weit wie möglich vom Krankenbett aus fort. Sie wurde 1933 Sekretärin des Niederländischen Instituts für Genforschung.
Van Herwerden starb im Alter von 59 Jahren im Diaconessenhuis in Utrecht.
Die offizielle Anerkennung ihrer wissenschaftlichen Verdienste in Form einer Professur wurde ihr vorenthalten.
Im Utrechter Archiv gibt es die Unterlagen zu einer Danksagung des Komitees für den Beitrag zu einem Denkmal für Marie Anne van Herwerden (1874–1934) in Form einer Bronzetafel, hergestellt von Johan Wertheim in Amsterdam und aufgestellt im Labor für Embryologie und Histologie in Utrecht, mit Foto Duplikat, 1935.

## Veröffentlichungen (Auswahl)
- 1910: Über die Kernstruktur in den Speicheldrüsen der Chironomus larve. Anat. Anz. Anz. Bd. 36.
- 1915: Eine Freundschaft von drei Physiologen. Janus, Archives internationales pour l'histoire de la médicine et la geographie medicale, S. 414–416.
- 1916: De bepaling en overerving van het geslacht. De Gids.
- 1926: Hereditary in Human Beings and Eugenics.
- 1929: Gerechtelijk onderzoek der bloedgroepen in een vaderschapsactie. Ned. Tijdschr. v. Geneesk.
- 1930: De beteekenis der bloedgroepen voor de studie der rassen. Tijdschr. Kon. Ned. Aardr. Gen. 2de Ser. Bd. 47.